# Venus Bilo

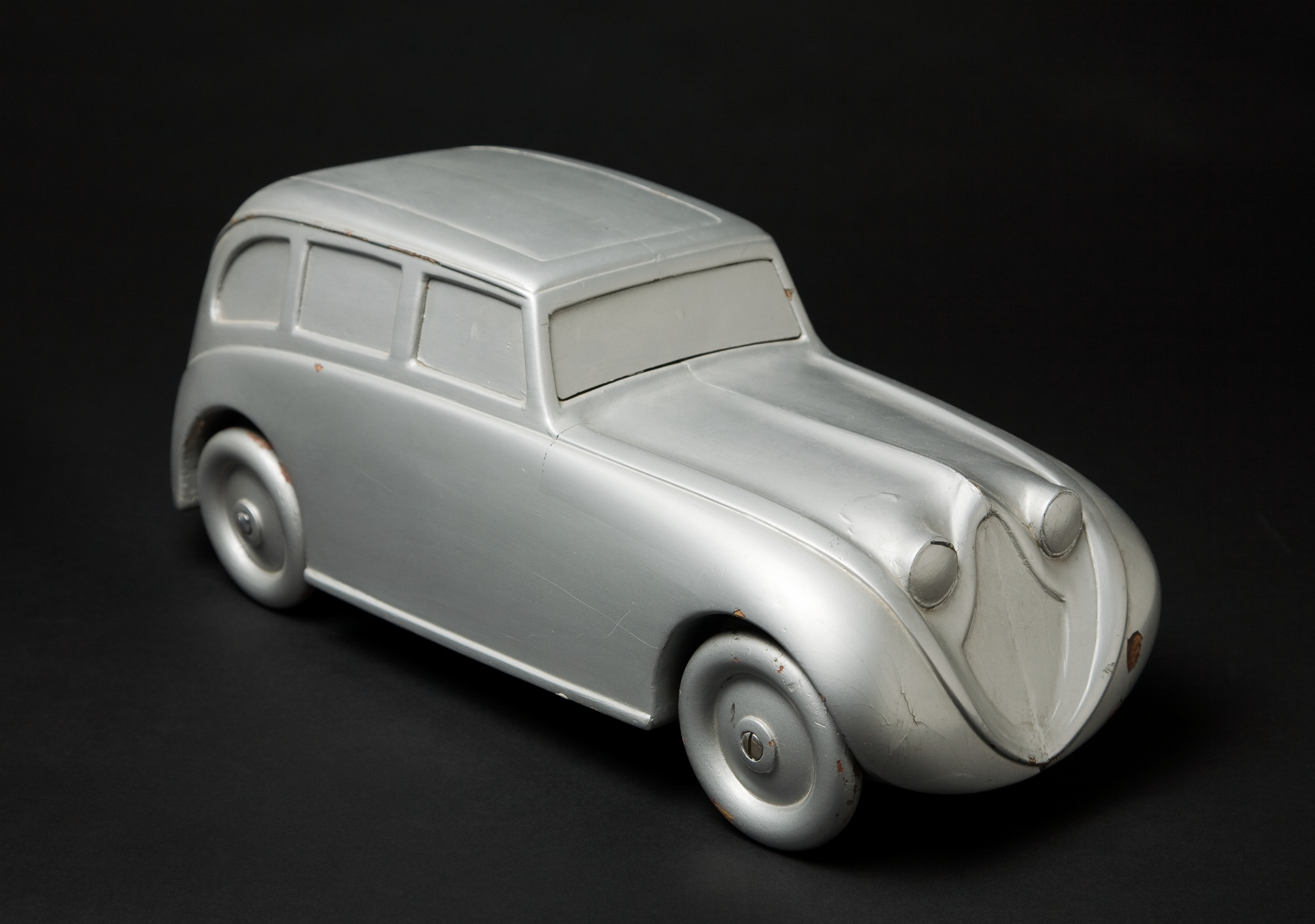
Modellen tillverkad 1932 av Gustaf L.M. Ericsson.

Volvo Venus Bilo var en konceptbil som presenterades av Volvo 1933. Bilen hade en för tiden långtgående strömlinjeformad design. Den designades av Gustaf L.M. Ericsson 1932 och byggdes 1933 på ett chassi av Volvos typ PV655 vid Gustaf Nordbergs Vagnfabrik AB.

## Historik

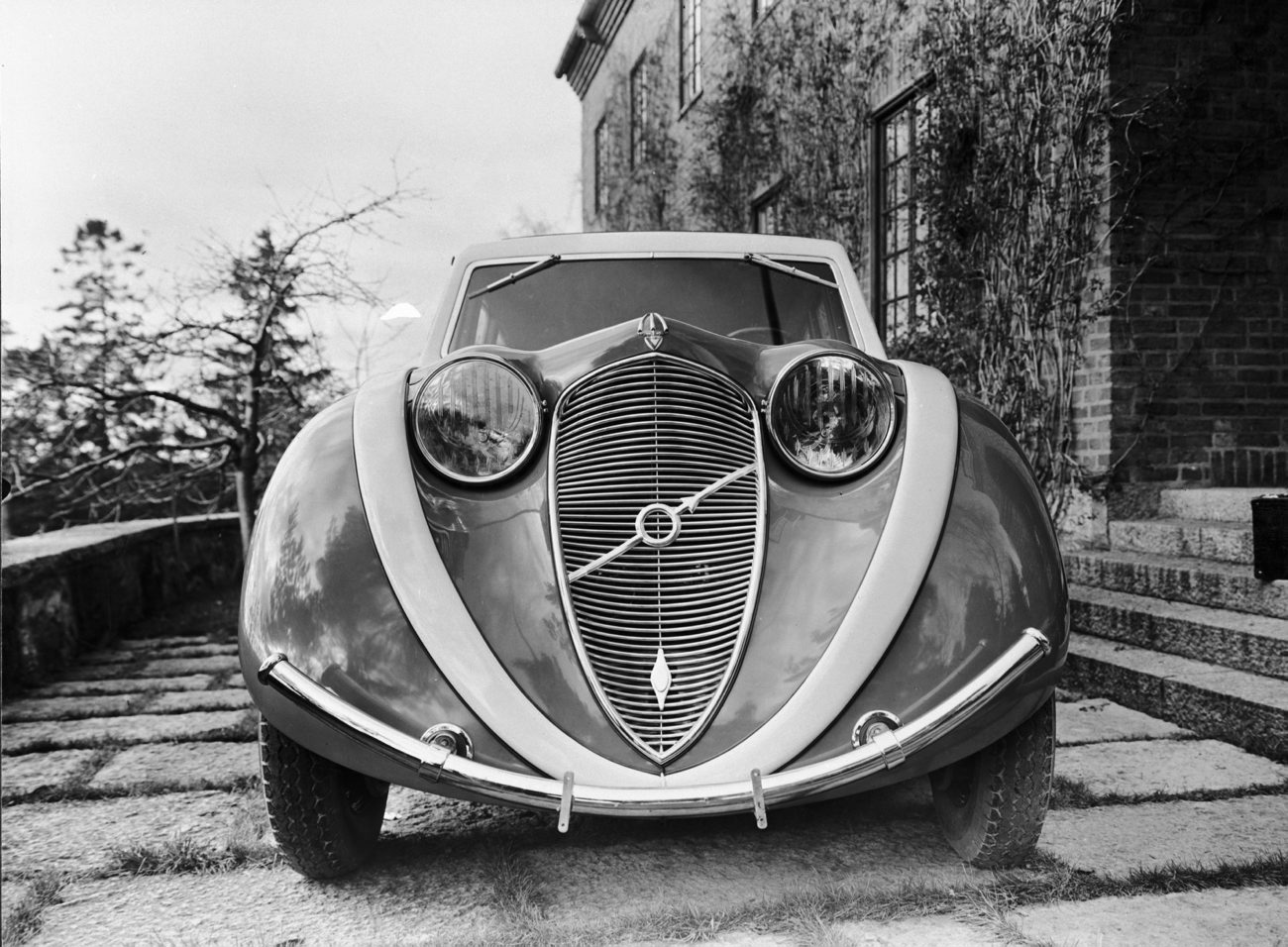
Bilens front.

Gustaf L.M. Ericsson hade en bakgrund som biltillverkare och hade även beställt karosser hos Gustaf Nordbergs Vagnfabrik. I denna modell gav han fabriken en utmaning. Bilens stänkskärmar var integrerade med karossen så att sidorna var släta och utan fotsteg, därmed blev bilen rymligare än samtida med utanpåliggande stänkskärmar. Bakdörrarna var bakhängda, alla dörrar hade infällda handtag. Utrymmena mellan motorrum och kaross var extra lastutrymme. Med bilen följde nio resväskor speciellt designade för att utnyttja utrymmet maximalt. Reservhjulet var fäst i en fjädrande anordning baktill och fungerade som energiupptagande stötfångare. Chassiet PV655 hade en 6-cylindrig motor från fabriken.
Bilen premiärvisades för pressen av Gustaf L.M. Ericsson i november 1933 framför hans Villa Roskull på Lidingö. Samtidigt namngavs bilen Venus Bilo (en anspelning på Venus från Milo). Ett flertal artiklar om bilen med den nya designen publicerades mellan 21 och 23 november samma år. "Det här är Sveriges just nu mest omtalade bil, nämligen Gustaf L.M. Ericssons Volvo, med dess hos Nordbergs byggda strömlinjekaross", kunde man läsa i Idrottsbladet 23 november 1933
I februari 1934 avbildades bilen i söndagsnumret av The New York Times den 18 februari 1934.
Bilens såldes till direktör Nils Westerberg i Kalmar som registrerade den i oktober 1934. Efter andra världskriget såldes bilen till en person i Danmark. Den innehades vid mitten av 1950-talet av ägaren till en dansk bilskrot som hade byggt om bilen till en pick-up. Fram till 1956 har bilen använts men har inte setts senare.

## Från pressvisningen 1933 vid Villa Roskull

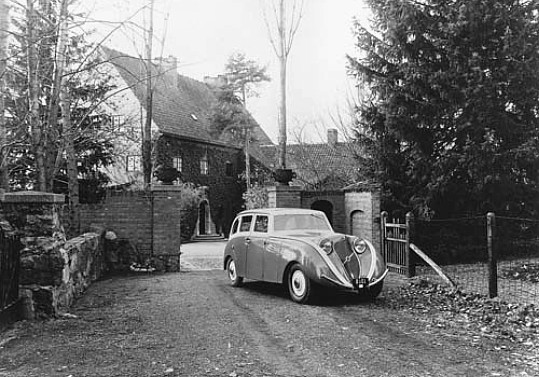
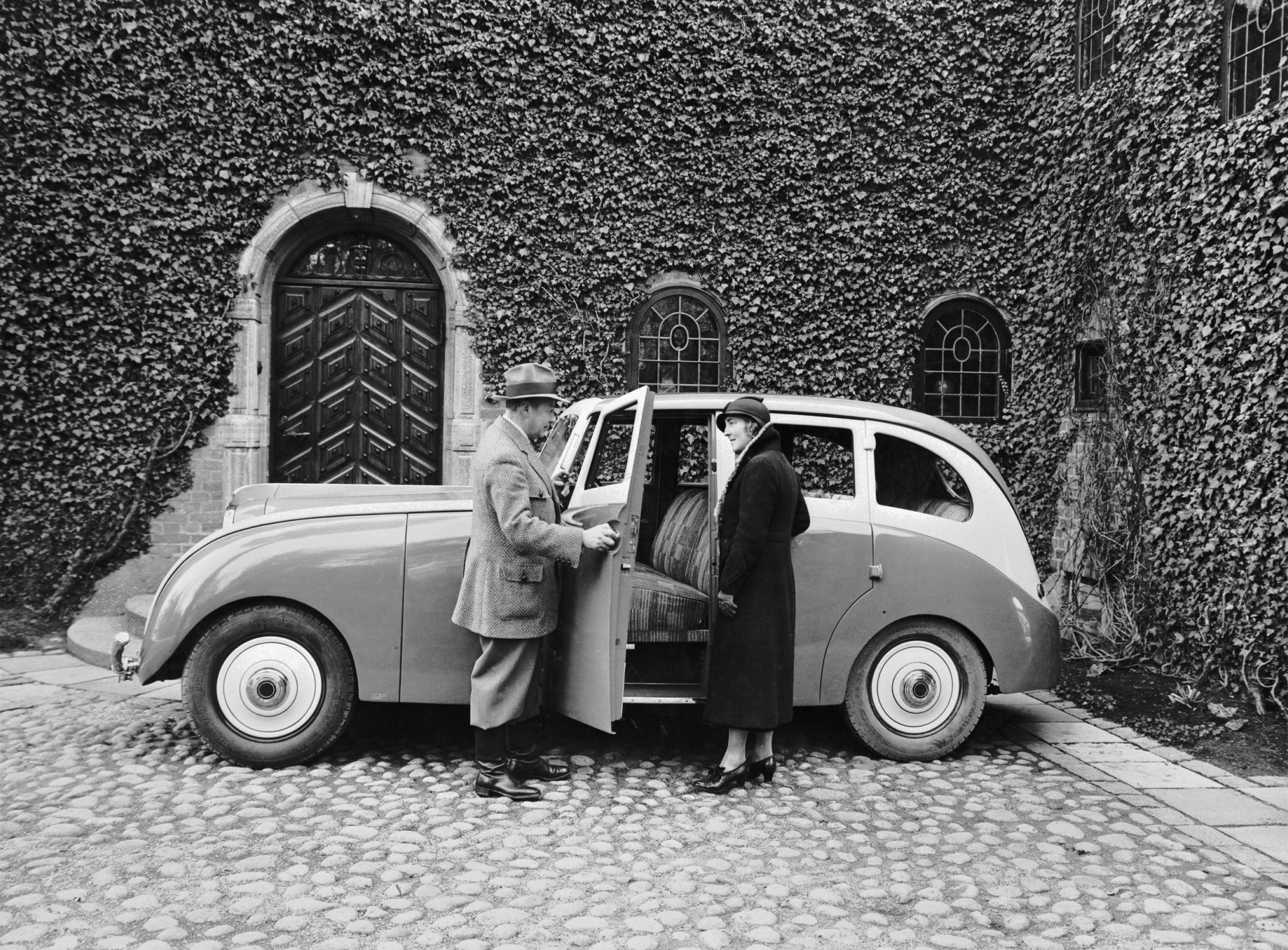
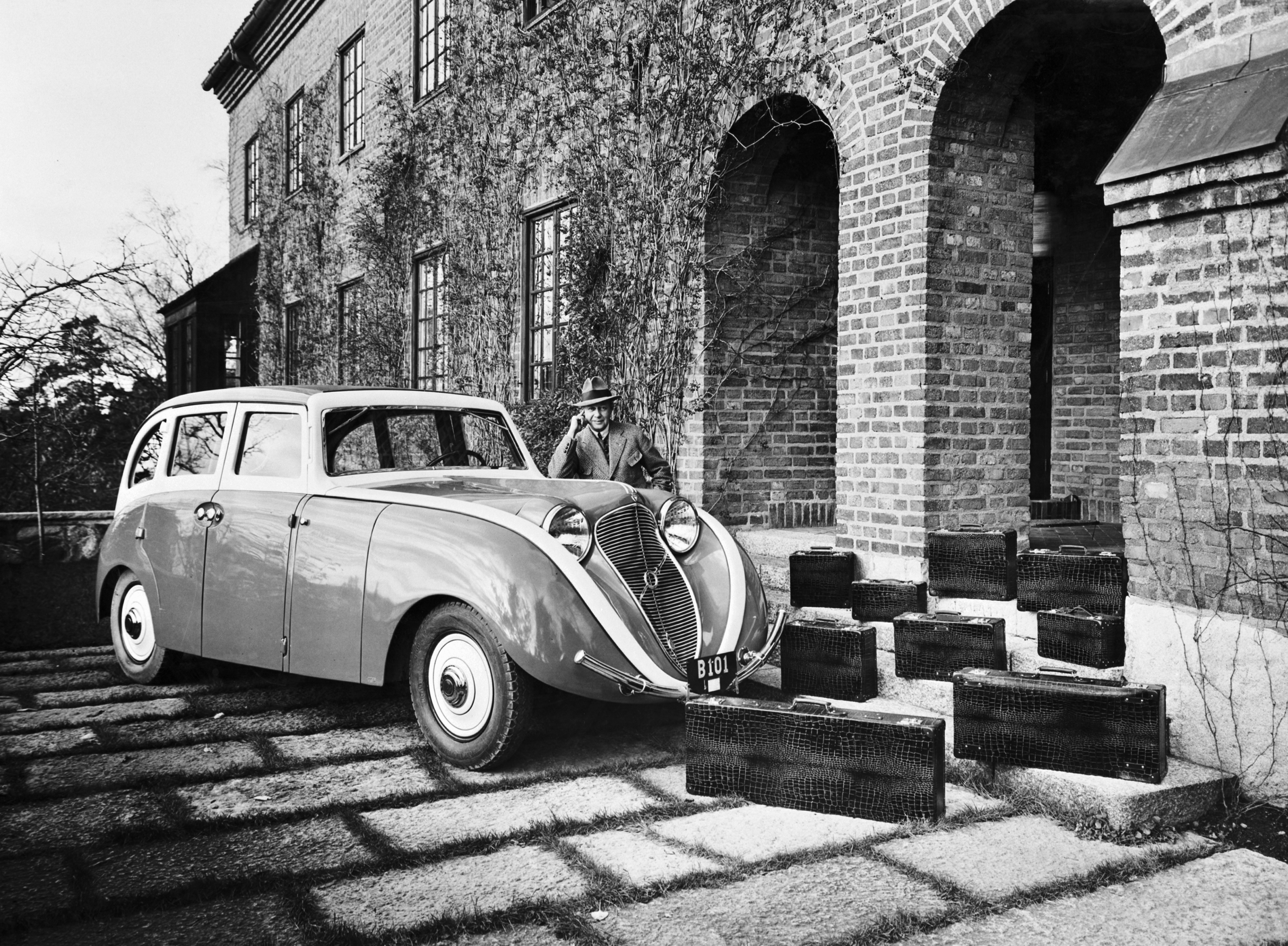
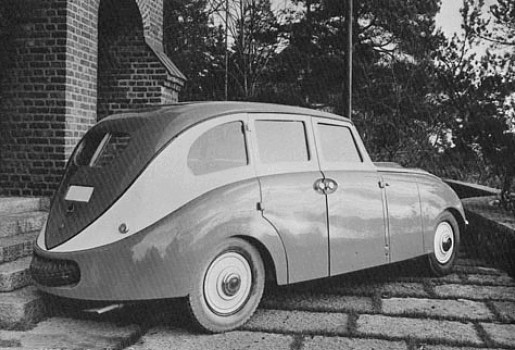